# Zaitzevia awana
Zaitzevia awana là một loài bọ cánh cứng trong họ Elmidae. Loài này được Konô miêu tả khoa học năm 1934.